# يوفون أرجواني الحنجرة
يوفون أرجواني الحنجرة (الاسم العلمي: Euphonia chlorotica) (بالإنجليزية: Purple-throated Euphonia)‏ هو نوع من الطيور يتبع جنس اليوفون من فصيلة الشراشير الحقيقية.